# صبحي بركات
صبحي بركات الخالدي (1889 - 1939) سياسي ترأس الاتحاد السوري (1922-1925) الذي مهد الطريق لتأسيس دولة سوريا التي كان رئيسها الأول، فصبحي بركات بذلك هو أول رئيس للدولة السورية التي تأسست في عهد الانتداب الفرنسي على سوريا ولبنان وما زالت مستمرة حتى اليوم.
كان صبحي بركات من الأعيان البارزين في أنطاكية زعيماً للمقاومة ضد الفرنسيين فيها خلال الثورة التي مهدت للحرب التركية-الفرنسية. بعد انتهاء الحرب انتقل بركات إلى حلب (عاصمة دولة حلب التي أنشأها الفرنسيون) واتخذ منها مقرا لنشاطه السياسي. لغة صبحي بركات التي تحدثها منذ ولادته كانت التركية، ولم يكن يستطيع التلفظ بأكثر من بضع كلماتٍ عربيةٍ متتابعةٍ صحيحة القواعد.
كان بركات بعيداً عن التيار الوطني في دمشق الذي كان يناضل ضد الانتداب الفرنسي لتأسيس دولة سورية موحدة عاصمتها دمشق. جزء مهم من هذا التيار كان يؤمن بالقومية العربية منذ أيام الدولة العثمانية وتمثل بحزب الشعب بزعامة عبد الرحمن الشهبندر في العشرينات والثلاثينات والكتلة الوطنية في الثلاثينات، وهو ما كان بركات قصياً عنه بحكم نشأته وتكوينه. لهذا السبب فضلاً عن ميله لأن تكون حلب عاصمة لسورية فإن بركات كان مكروهاً بدمشق، وقد حاول تجنب ذلك من خلال زواجه بليلى ابنة محمد علي العابد وزير ماليته وأحد أعيان دمشق لكن الزواج كان قصيراً ولم يفلح. خلال الثورة السورية الكبرى (25-1927) اتهم بتأييد القصف الفرنسي لدمشق، فطلب منه الفرنسيون تقديم استقالته لتهدئة الرأي العام الثائر، فاستقال من منصبه كرئيس لسورية في 21/ 12/ 1925.
كان بركات تركيًا من ناحية الأصول، والمهنة، واللغة أكثر مما كان سوريًا؛ وكان يتكلم العربية بصعوبة، وأحاط نفسه بحاشية من التركمان شغلت معظم الوظائف العامة العليا لا سيّما تلك المرتبطة مباشرة بالقصر الجمهوري، وعرف عنه تفضيله لحلب كعاصمة البلاد، وهو ما ساهم في تدني شعبيته رغم ما تمتع به «ذكاء وجاذبية» كما يقول ستيفن لونغريج. فاز بركات بمقعد في المجلس التمثيلي لحلب عام 1922، ومقعد في الجمعية التأسيسية نتيجة انتخابات 1928، وآخر في البرلمان السوري الناتج عن انتخابات 1931، وشغل منصب رئيس البرلمان السوري منذ 1932 وحتى 1936.
منذ سوريا العثمانية كان يتمتع بلقب «بيك» واستمرّ يخاطب به، وأسس عام 1930 الحزب الدستوري بوصفه حزبًا محابيًا للفرنسيين؛ وكانت صداقته مع الجنرال ساراي قد مهدت له إلى رئاسة الدولة السورية، على أنه انتهج سياسات أكثر تقاربًا مع الكتلة الوطنية بعد 1932. ويقول المحامي علاء السيّد إنه عرف عنه «نظافة اليد».

## العمل السياسي

### قبل الرئاسة
مثل صبحي بركات أنطاكية في المؤتمر السوري العام (حزيران/يونيو1919-تموز/يوليو1920)، وفيه أسهم بإعلان المملكة السورية العربية في 8 آذار/مارس 1920. بعد دخول البلاد عهد الانتداب الفرنسي دعم بركات الفرنسيين، وانتهج سياسة المحاباة تجاههم. في بداية نشاطه كان بركات من الثوار على فرنسا ورفيقًا لإبراهيم هنانو خصوصاً الفترة (أيار/مايو1919- تموز/يوليو1920) إلى أن توسط محمود الشركسي أحد وجهاء حلب لإيقاف قتاله فرنسا، ثم زار بواسطة من الشركسي بيروت والتقى هنري غورو ومذاك أخذ يميل بموقفه إلى جانب الانتداب حتى حُسب على المؤيدين له مما حوّل صداقته لهنانو لعداوةٍ وتنافسٍ شديدين، والحق فقد اتهم بمعاداة فرنسا تأييداً لمصطفى كمال الرئيس التركي لأنه كان يخوض حرباً ضدها في قيليقية، وأنه ما إن عقدت الهدنة بينهما عام 1920 (والتي أدت لاتفاقية أنقرة (20/10/1921) حيث تنازلت فرنسا لتركيا عن أراضي قيليقية أو الأقاليم السورية الشمالية من ولايتي حلب وأضنة العثمانيتين) حتى تخلى عن الثورة ضدها ما أدى لانقطاع إمدادات السلاح والذخيرة من تركيا عن ثورة هنانو.
شارك في انتخابات المجلس التمثيلي لدولة حلب عام 1922، وفاز بأحد المقاعد؛ ثم انتخبه المجلس الأعلى للاتحاد السوري بمنصب رئيس الاتحاد -أي رئيس الدولة- بعد إعلان هنري غورو اتحاداً فيدرالياً بين دولة دمشق ودولة حلب ودولة جبل العلويين (22 حزيران/يونيو1922).

### الرئاسة

#### العمل السياسي، والإداري
بموجب قرار تأسيس الاتحاد فإن هيئة تأسيسية من خمسة عشر عضواً، خمسة عن كل دولة، شكلت المجلس الاتحادي، وكان بركات أحد ممثلي دولة حلب، ويوم إعلان الاتحاد التأم أعضاء الهيئة التأسيسية في حلب وانتخبوه رئيسًا لها. جمع رئيس الاتحاد مهام تشكيل ورئاسة الحكومة إلى مهامه، إلى جانب مجالس تمثيلية وحكومات فيدرالية داخل المقاطعات الثلاث المكونة له، ولعل من أبرز إنجازات بركات خلال رئاسته الاتحاد، استحداث الدرك السوري وإصدار العملة الورقية السورية وذلك في آب/أغسطس 1922 بموجب اتفاق مع دولة لبنان الكبير ودولة جبل الدروز. بعد تعيين ماكسيم ويغان مفوضاً عاماً واستدعاء هنري غورو استجاب ويغان لمطلب السوريين الدائم بالوحدة وأعلن قيام «الدولة السورية» المكونة من دولتي دمشق وحلب (24 كانون الأول/ديسمبر 1924)، وجاء في مرسوم استحداث الدولة أن يكون رئيس المجلس الاتحادي السابق رئيساً للدولة لثلاث سنوات، أي أن ولاية بركات ستكون حتى نهاية 1927، ثم شكل الجنرال ساراي، خليفة ويغان، حكومة بركات الثانية، ولم ينمّ عن بركات أي مقاومة أو امتعاض من «اقتراح» المفوض الفرنسي.
شهدت رئاسته تزايداً في حرية العمل السياسي والاجتماعي التي وفرها المفوض الفرنسي الجديد الجنرال ساراي، غير أن ذلك لم ينعكس على أيّ من النواحي السياسية أو الإدارية أو الاقتصادية على الدولة، بل على العكس «فقد ازدادت المحاباة، وتعيين الأقارب، وانتشار الرشاوى في أروقة الحكومة، من أجل تعزيز مواقع أقطاب الحكم». بالمقابل قاد عبد الرحمن الشهبندر الذي أسس حزب الشعب -الرحم الذي انبثقت منه لاحقًا الكتلة الوطنية- معارضة قوية ضد بركات مناديًا بالسيادة، والوحدة الوطنية، والحرية الشخصية التامة، والإصلاحات لا سيّما في القضاء، وقد ساهم الكساد الاقتصادي تأثرًا بالأوضاع الاقتصادية العالمية في تأجيج معارضة الشهبندر القوية لبركات.

#### الثورة السورية الكبرى
لم يدعم بركات الثورة السورية الكبرى، أو يقرّ مطالبها أو يؤيد البيان الذي أصدره سلطان الأطرش، ونبّه الوزراء والمدراء العامين وموظفي الحكومة للأمر ذاته، بل أصدر في 18 تشرين الأول/نوفمبر 1925 قانونًا بالسجن حتى سنتين وبالغرامة حتى خمسمائة ليرة على «كل من يلقي الذعر في نفوس الشعب، ويشوش الطمأنينة العامة في الصحافة أو المجتمع». صدر هذا القانون بعد ثمانية أيام من استدعاء الجنرال ساراي إلى فرنسا وإنهاء مهامه عقب قصفه دمشق بالمدفعية الثقيلة ما سبب دمارًا هائلاً في الأحياء الدمشقية القديمة ولاسيّما حي الميدان وحي سيدي عامود (الذي احترق وتهدم فسمّي الحي الذي قام على أنقاضه الحريقة). هذا الاستدعاء كان دليل تغيير في السياسة الفرنسية وتراجع حظوة «المعتدلين» الذين يمثلهم بركات لتفسح المفوضية الفرنسية المجال للتفاوض مع «الوطنيين». بكل الأحوال فإن بعض الشخصيات الوطنية ومنها هاشم الأتاسي رفضت الموافقة على العنف، أو جرّ البلاد إلى حرب استنزافٍ ضد فرنسا أو قوات جيش الشرق (الجيش الفرنسي في سوريا ولبنان).
لكن ذلك لم يمنع من أن يطغى على عهد بركات منذ تموز/يوليو1925 طابع انتشار المعارك، والمتاريس، والفوضى، والخطب والمقالات الثائرة في مختلف أنحاء سوريا وحتى لبنان الكبير. خلال استقبال المفوض الجديد الكونت هنري دو جوفنيل في كانون الأول/ديسمبر1925 بدا واضحًا فقدان «الحرارة في اللقاء بين المفوض الفرنسي ورئيس الدولة»، ومع تحسن الوضع الأمني في العاصمة والدعوة لانتخابات مجلسٍ تمثيليٍّ قدّم بركات استقالته (21 كانون الأول/ديسمبر1925) بعدما فشل بإقناع الرأي العام أو استمالته، وفقد جميع حظوته لدى المفوضية الفرنسية حتى إن هنري دو جوفنيل طعن به في تقريره أمام لجنة الانتدابات التابعة لعصبة الأمم، ويبدو أن الفرنسيين أرادوه كبش فداءٍ لسياستهم الفاشلة في سوريا.
يوسف الحكيم المعاصر لتلك الفترة ذكر أنه في استقبال المفوض الفرنسي الجديد في بيروت بدا الوجوم على وجه الرئيس، وبعد اللقاء مباشرةً، استدعى بركات كبير مرافقي الوفد الرئاسي عبد القادر بازارباشي وأمره بالعودة إلى دمشق مع الوفد بالسيارة الرئاسية فورًا، أما بركات فظلّ في بيروت واتجه «سيرًا على الأقدام» إلى فندق النورماندي «بينما أعلنت المفوضية الفرنسية نبأ استقالة الرئيس»؛ وتعيين بيير أليب حاكمًا عسكريًا مؤقتًا حتى أيار/مايو1926، حين خلف بركات في رئاسة الدولة الداماد أحمد نامي.

### بعد الرئاسة
رشّح بركات نفسه في انتخابات الجمعية التأسيسية عام 1928 وفاز بأحد المقاعد عن حلب، وبعد إعلان الدستور السوري عام 1930، أعلن بركات تأسيس الحزب الدستوري في شمال سوريا غير أن دعمه للفرنسيين وانخراطه في محاباة التحالفات العائلية جعلت الحزب قليل الجماهيرية. عاد وشارك في انتخابات 1931 وفاز عن حلب أيضًا، وتعرض منزله لهجومٍ أدى إلى ثماني إصابات من قبل مناصري الكتلة الوطنية بعد إعلان النتائج، وذلك عقب خسارة الكتلة الوطنية ذات الزعامات الشعبية الواسعة في حلب -مثل إبراهيم هنانو وسعد الله الجابري- أمام بركات، وهو ما ينحو العديدون لاعتباره ناتجاً عن تدخلٍ فرنسي لمصلحة بركات في الانتخابات. بكل الأحوال فقد اعتدى أنصار الكتلة الوطنية على بركات بالضرب بعد أيام قليلة في أحد فنادق حلب؛ وحاول أكرم حوراني ورفاقه اغتياله في بيروت في العام نفسه.
انتخب المجلس النيابي لعام 1932 بركات رئيسًا له في 11 حزيران/يونيو بأغلبية 51 صوتًا مقابل 17 صوتًا لهاشم الأتاسي، وذلك بموجب تسوية صاغها جميل مردم نصت على تشكيل حكومةٍ مناصفةً بين الانتدابيين (المعتدلين) والكتلة الوطنية، وانتخاب رئيس جمهورية محايد ورئيس مجلس نيابي محسوب على المعتدلين، وما ساهم بوصول بركات هو دعم كتلة «نواب الشمال» المؤلفة من 28 عضوًا (من أصل 68) لترشيحه، لكن ذلك لم يسهم بعودة بركات للسلطة التنفيذية مطلقًا ولم يشكل أي حكومة أخرى. يشار إلى أنه في أعقاب تشكيل حكومة حقي العظم الثالثة (3 حزيرن/يونيو1933) وبروز دور الكتلة الوطنية شعبياً وسياسياً، أخذ بركات يميل نحو الكتلة ووقف معها في معارضة الحكومة في مجلس النواب، وفي 24 تشرين الأول/نوفمبر1934 عندما أصدر المفوض الفرنسي شارل دي مارتيل قرارًا بتعليق عمل البرلمان بعد رفضه التصديق على معاهدة الصداقة والتحالف مع فرنسا شكلت الكتلة الوطنية «لجنة عمل» كان بركات أحد أعضائها، وخلال الإضراب الستيني (1936) في أغلب المدن السورية الذي أدى لتشكيل وفدٍ من الكتلة الوطنية مهمته السفر إلى باريس للتوصل إلى اتفاقيةٍ جديدةٍ ومنصفةٍ مع فرنسا، ومع توضح عزلة الانتدابيين (أو المعتدلين) اعتزل بركات في أنطاكية ولم يعد إلى دمشق، ولم يخض انتخابات برلمان 1936 الذي سيطرت عليه الكتلة، وعندما فُصل لواء إسكندرون عن سوريا (1938) كان مقيمًا في أنطاكية وعندما توفي (1939) كان اللواء قد ضم إلى تركيا وهو ما عارضه بشدة.